# 唯心主義認識論
唯心主義認識論是一種主觀主義认识论，認爲一個人所知道存在的物件只存在於那個人的思想中，與認識論現實主義相對。

## 概覽
唯心主義知識論認爲，我們所經歷和知道的一切都是基於心理的，以哲學來説就是感知數據。雖然唯心主義知識論有時會用來支持形而上學唯心主義，但從原則上唯心主義知識論並不主張感知數據是否基於現實。這樣，他既是間接現實主義也是唯心主義的容器。 種唯心主義的版本得到了路德维希·玻尔兹曼的研究興趣；其傳統根植於恩斯特·马赫和古斯塔夫·基爾霍夫的实证主义以及赫尔曼·冯·亥姆霍兹和海因里希·赫兹的康德主義或新康德主义的數個方面。
唯心主義知識論的代表人物是布蘭德·布蘭沙德。 